# Antonio Paredes Candia
Antonio Paredes Candia (10 juillet 1924 - 12 décembre 2004) est un écrivain, poète et historien bolivien. Il est un des plus prolifiques écrivains bolivien avec plus de 113 livres.

## Biographie
Antonio Paredes Candia nait en 1924 à La Paz. Fils de l'historien Rigoberto Paredes et issu d'une famille d'avocats et de littéraires, Antonio Paredes Candia hérite de sa mère Haydee un esprit non conformiste et un goût pour la lecture.
Il fait ses études au colegio Ayacucho de La Paz et au Sagrado Corazón de Sucre.

## Reconnaissance

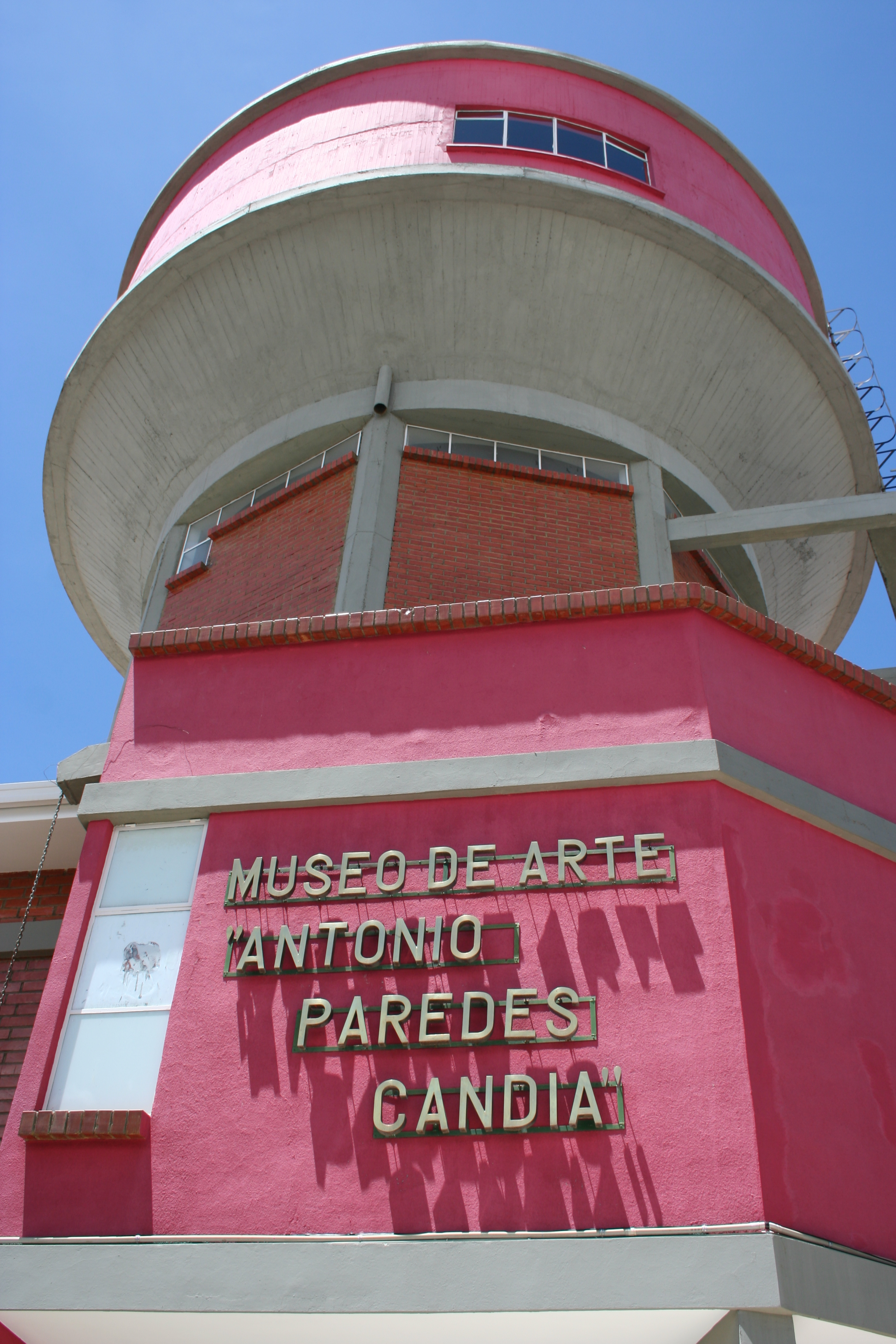

Antonio Paredes Candia a reçu l'Ordre Parlementaire du Mérite Démocratique Marcelo Quiroga Santa Cruz, la médaille Simón Bolívar et la Médaille du Mérite Culturel.
Le musée d'art de la ville d'El Alto porte son nom. Il est également Docteur honoris causa de l'Université privée Franz Tamayo.

## Œuvre
Antonio Paredes a écrit plus de 133 livres.
- Literatura Folclórica
- El Apodo en Bolivia
- Vocablos Aymaras en el Habla Popular Paceño
- Antología de Cuentos de Folclore Boliviano
- Artesanías e Industrias Populares de Bolivia
- Brujerías, Tradiciones y Leyendas
- Cuentos Populares Bolivianos
- La Fiesta Folclórica en Bolivia
- Diccionario Mitológico Boliviano
- Las Mejores Tradiciones y Leyendas de Bolivia
- Folklore de Potosí
- El sexo en el folklore
- Isolda
- Ellos no tenían zapatos
- Diccionario del Saber Popular (posthume)